# Гіль Володимир Володимирович
Володи́мир Володи́мирович Гіль (рос. Владимир Владимирович Гиль, псевдонім Родіо́нов або Радіонов; 11 червня 1906, с. Дороганово, Бобруйського повіту Могильовської губернії — 14 травня 1944, Ушачі, Вітебська область, БРСР) — підполковник Червоної Армії, під час Другої світової війни оберштурмбанфюрер СС, засновник і керівник Бойового союзу російських націоналістів і командир 1-ї Російської національної бригади СС. У 1943 році перейшов на бік СРСР, був нагороджений Орденом Червоної Зірки, очолив створену ним 1-шу антифашистську партизанську бригаду.

## В лавах РСЧА
Закінчив дев'ять класів школи (1924). Вступив до лав РСЧА у жовтня 1926 р. Після закінчення Борисоглібської-Ленінградської кавалерійської школи, був призначений командиром взводу у 32-му Білоглінському кавалерійському полку. У 1931 р. вступив до ВКП(б). З 1934 р. — командир ескадрону, а з квітня 1935 р. — помічник начальника штабу 33-го Ставропольського кавалерійського полку. Напередодні Другої світової війни отримав звання підполковника, з відзнакою закінчив Військову академію ім. М. В. Фрунзе, після чого служив на посадах начальника 5-ї частини штабу 12-ї кавалерійської дивізії, начальника штабу 8-ї моторизованої бригади, начальника оперативного відділу штабу 12-го механізованого корпусу. З початком війни перебував на посаді начальника штабу 229-ї стрілецької дивізії. Потрапив у полон на Вітебщині у районі Сенно-Толочин, отримав поранення у бою.

## На боці нацистів
Невдовзі після потрапляння у полон стає комендантом для радянських військовополонених у Сувалках. У 1942 році, згідно з планом оперативного штабу «Цеппелін», розпочинає формування «Бойового союзу російських націоналістів».